# Muntinglaan 3

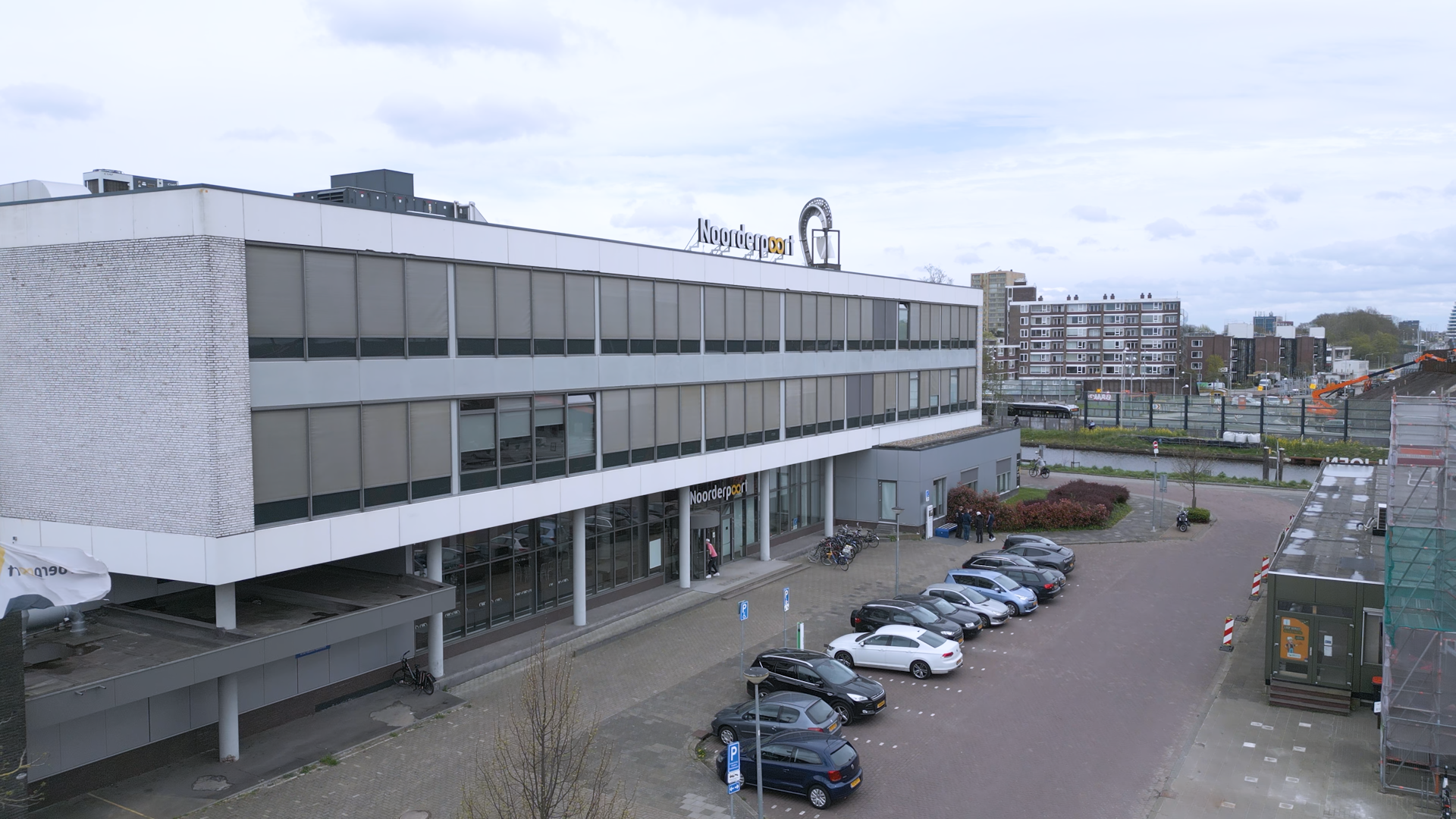
Muntinglaan 3 gezien vanaf zuiderlijke ringweg Groningen

Het voormalig Sibrandus Stratingh MTS (ook wel: Muntinglaan 3) is een gebouw aan de Muntinglaan 3 in Groningen.

Momenteel is het gebouw eigendom van Noorderpoort, en bevinden zich hier verschillende technische en technologische opleidingen.